# Amerikai gulipán
Az amerikai gulipán (Recurvirostra americana) a madarak osztályának lilealakúak (Charadriiformes) rendjébe, ezen belül a gulipánfélék (Recurvirostridae) családjába tartozó faj.

## Rendszerezése
A fajt Johann Friedrich Gmelin német természettudós írta le 1789-ben.

## Előfordulása
Az Amerikai Egyesült Államokban és Kanadában költ. Telelni délre vonul, eljut Mexikó, Anguilla, Antigua és Barbuda, a Bahama-szigetek, Barbados, Belize, Bonaire, Sint Eustatius, Saba,  a Kajmán-szigetek, Kuba, Curaçao, a Dominikai Közösség,  Guadeloupe, Martinique, Montserrat, Puerto Rico, Saint Kitts és Nevis, Saint Lucia, Saint Vincent és a Grenadine-szigetek, Sint Maarten, Trinidad és Tobago, a Turks- és Caicos-szigetek, Costa Rica, Guatemala, Honduras, Salvador, Ecuador, és Venezuela területére is. 
Természetes élőhelyei a mocsarak, sekély tavak és tengerpartok.

## Megjelenése
Testhossza 51 centiméter, szárnyfesztávolsága 68 centiméter, testsúlya 275-350 gramm. Lábai hosszúak, vékonyak, szürkék. Tollazata fekete-fehér, a feje és nyaka nyáron fahéj színű még télen szürke. Csőre hosszú és felfelé ívelő. 
|  |  |  |

## Életmódja
Tápláléka rákokból és rovarokból áll melyeket sekély vízben, mocsarakban keres meg. Költési idő után több százas csoportokba gyűlnek a vonulási időre.

## Szaporodása
Költési időben több tucat párból álló csoportokba tömörülnek. Csésze alakú fészkét általában vízhez közeli kis szigetre vagy mocsaras partra építi, nehezen elérhető helyre a ragadozók miatt. Fészekalja általában négy tojásból áll, melyen mindkét szülő felváltva költ, a fiókák kikelésük után önállóan táplálkoznak, a szülők nem etetik őket.
|  |  |  |

## Természetvédelmi helyzete
Az elterjedési területe rendkívül nagy, egyedszáma pedig stabil. A Természetvédelmi Világszövetség Vörös listáján nem fenyegetett fajként szerepel.